# You Can Call Me John
You Can Call Me John (alb. Ti mund te me quash Xhon) – albańsko-grecki film fabularny z 2017 roku w reżyserii Dionisa Papadhimitriego i Klajda Papadhimitriego.

## Opis fabuły
Spotkanie dwojga nastolatków, wywodzących się z różnych środowisk staje się przełomem w ich życiu. Lorna pochodzi z rodziny artystycznej i żyje w luksusowych warunkach. Zakochuje się w Agronie (Gonim), który pochodzi z biednej rodziny żyjącej na przedmieściach Tirany. Goni marzy o karierze reżysera filmowego, ale póki co pracuje w dwóch różnych miejscach, żeby utrzymać rodzinę. Związek dwojga ludzi prowadzi do konfliktu ich rodzin.

## Obsada
- Nevina Shtylla jako Lorna Doreci
- Arbies Komoni jako Agron Nini
- Genti Kame jako Nik Doreci
- Ermira Gjata jako Greta Nini
- Gëzim Rudi jako Stefan Nini
- Indrit Çobani jako Ilir Nini
- Eva Murati jako Alba Basha
- Rovena Dilo jako Anila Doreci
- Orjola Boni jako Ori
- Arben Derhemi jako Bike
- Kristi Haskaj jako Ditio